# Епархия Бреды
Епархия Бреды (лат. Dioecesis Bredana) — епархия Римско-Католической Церкви c центром в городе Бреда, Нидерланды. Епархия Бреды входит в митрополию Утрехта.

## История
22 марта 1803 года Святым Престолом был учреждён Апостольский викариат Бреды, получив часть территории от архиепархии Мехелена—Брюсселя. 14 марта 1853 года Апостольский викариат Бреды был преобразован в епархию Бреды. В 1876 году собор святой Барбары стал кафедральным храмом епархии и был им до 7 января 2001 года, когда кафедральным собором стал собор святого Антония Падуанского.

## Ординарии
- епископ Adrianus van Dongen (22.03.1803 — † 27.11.1826)
- епископ Johannes van Hooydonk (7.01.1827 — † 25.04.1868)
- епископ Johannes van Genk (25.04.1868 — † 10.03.1874)
- епископ Henricus van Beek (19.06.1874 — † 15.10.1884)
- епископ Petrus Leyten (9.06.1885 — † 17.05.1914)
- епископ Pieter Adriaan Willem Hopmans (8.09.1914 — † 18.02.1951)
- епископ Joseph Wilhelmus Maria Baeten (18.02.1951 — 8.09.1961)
- епископ Gerardus Henricus De Vet (22.03.1962 — † 27.03.1967)
- епископ Hubertus Cornelis Antonius Ernst (3.11.1967 — 6.05.1992)
- епископ Martinus Petrus Maria Muskens (23.07.1994 — 31.10.2007)
- епископ Johannes Harmannes Jozefus van den Hende (31.10.2007 — 10.05.2011), назначен епископом Роттердама
- епископ Johannes Wilhelmus Maria Liesen (с 26.11.2011)

## Источник
- Annuario Pontificio, Libreria Editrice Vaticana, Città del Vaticano, 2003, ISBN 88-209-7422-3